# Залесе (гміна Залесе)
Залесе (пол. Zalesie) — село в Польщі, у гміні Залесе Більського повіту Люблінського воєводства. Населення — 648 осіб (2011).

## Історія
За даними етнографічної експедиції 1869—1870 років під керівництвом Павла Чубинського, у селі переважно проживали греко-католики, які розмовляли українською мовою.
У 1975—1998 роках село належало до Білопідляського воєводства.

## Демографія
Демографічна структура станом на 31 березня 2011 року:
|          | Загалом | Допрацездатний вік | Працездатний вік | Постпрацездатний вік |
| -------- | ------- | ------------------ | ---------------- | -------------------- |
| Чоловіки | 332     | 80                 | 220              | 32                   |
| Жінки    | 316     | 68                 | 195              | 53                   |
| Разом    | 648     | 148                | 415              | 85                   |